# Gustav Pinzger
Carl Gustav Eduard Pinzger (* 4. Oktober 1800 in Nieder Langenau, Landkreis Löwenberg, Provinz Schlesien; † 2. Dezember 1838 in Breslau) war ein deutscher Klassischer Philologe und Gymnasialdirektor.
Als Sohn des evangelischen Predigers Ernst Lebrecht Traugott Pinzger (1789–1808) am Rand des Bober-Katzbach-Gebirges geboren, studierte er nach dem Besuch des Gymnasiums in Hirschberg (1810–1818) Evangelische Theologie und Philologie in Breslau. Dort wurde er 1820 Mitglied der Alten Breslauer Burschenschaft Arminia. 1821 legte er das Oberlehrer-Examen ab. 1822 wurde er zum Dr. phil. promoviert, 1827 habilitiert. Wegen seiner Mitgliedschaft in der Burschenschaft, unter anderem wegen Aussagen von Karl Heinrich Hermes aufgeflogen, wurde er 1822 verhört, jedoch 1824 begnadigt. 1825 wurde er Lehrer am Elisabet-Gymnasium in Breslau. 1827 wurde er Privatdozent an der Universität Breslau. Er galt als Spezialist für griechische Formenlehre und Grammatik sowie für hellenistische Literatur. 1828 wurde er Prorektor am Gymnasium in Ratibor, 1830 Rektor des Gymnasiums in Liegnitz. Nebenbei schrieb er für die Schlesischen Provinzialblätter, die Allgemeine Schul-Zeitung und weitere Blätter.

## Veröffentlichungen (Auswahl)
- De dramatis Graecorum satyrici origine disputatio. Breslau 1822, Dissertation Universität Breslau (Digitalisat).
- Rede wider Leokrates, Leipzig 1824.
- De versibus spuriis et male suspectis in Juvenalis Satiris. Breslau 1827, Habilitation Universität Breslau.
- Elementarwerk der griechischen Sprache. Mehrere Bände und Auflagen, Breslau ab 1828.
- Specimen novi commentarii in Platonis Euthydemum. Liegnitz 1833 (Digitalisat).
- Die Versmaaße des Q. Horatius Flaccus: Für Anfänger übersichtlich dargestellt., Liegnitz 1833 (Digitalisat).